# Stefan Wolfart
Stefan Wolfart (* 2. Juni 1968 in Kempten im Allgäu) ist ein deutscher Zahnarzt und Universitätsprofessor. Er ist Ordinarius für Zahnärztliche Prothetik und Biomaterialien an der Medizinischen Fakultät der RWTH Aachen und Direktor der Klinik für Zahnärztliche Prothetik und Biomaterialien, Zentrum für Implantologie an dem Universitätsklinikum Aachen. Die Arbeitsschwerpunkte von Wolfart liegen in der Implantologie und Implantatprothetik, der dentalen Ästhetik, der klinischen Bewährung neuer vollkeramischer Werkstoffe und der damit verbundenen Verbesserung der Lebensqualität.

## Leben
Wolfart absolvierte nach dem Abitur (1988) am Allgäu-Gymnasium in Kempten und dem Zivildienst (1989–1990) das Studium der Zahnmedizin an der Philipps-Universität Marburg. Im Jahr 1995 erwarb er die Approbation als Zahnarzt und wurde 1998 zum Dr. med. dent. promoviert. Während des Studiums wurde er 1993 in die Studienstiftung des deutschen Volkes aufgenommen. Nach Abschluss des praktischen Teils der Promotion war er 1997 für ein Jahr als Allgemeinzahnarzt in einer Praxis in Dormagen tätig. Anschließend arbeitete er von 1998 bis 2008 als wissenschaftlicher Mitarbeiter in der Klinik für Zahnärztliche Prothetik und Werkstoffkunde am Universitätsklinikum Schleswig-Holstein, Campus Kiel, wo er im Jahr 2000 zum Oberarzt ernannt wurde. 2001 erhielt er von der Deutschen Gesellschaft für Prothetische Zahnmedizin und Biomaterialien (DGPro) den Titel „Spezialist für Zahnärztliche Prothetik“. 2006 schloss er seine Habilitation ab und erhielt die Lehrbefugnis (Venia legendi) für das Fach Zahn-, Mund- und Kieferheilkunde (ZMK). Im Jahr 2008 wurde er auf die W3-Professur für Zahnärztliche Prothetik und Biomaterialien an der Medizinischen Fakultät der RWTH Aachen berufen. Mit der Professur ist die Leitung der gleichnamigen Klinik sowie des Zentrums für Implantologie verbunden. Wolfart ist zudem als Zustifter an der Gründung der Stiftung Universitätsmedizin Aachen beteiligt. Er ist Spezialist für Zahnärztliche Prothetik, zertifizierter DGI-Spezialist für Implantologie und ITI Fellow (International Team for Implantology).
Stefan Wolfart ist mit der Zahnärztin Mona Wolfart verheiratet. Das Paar hat zwei Söhne.

## Mitgliedschaften und Funktionen
Wolfart ist Mitglied nationaler und internationaler Fachgesellschaften, darunter:
- Deutsche Gesellschaft für Prothetische Zahnmedizin und Biomaterialien (DGPro), seit 2023 Mitglied des Beirats und dort für die Bereiche Implantologie, Vollkeramische Systeme und CAD/CAM verantwortlich.[2]
- Deutsche Gesellschaft für Implantologie im Zahn-, Mund- und Kieferbereich (DGI), seit 2021 Mitglied im DGI-Vorstand und dort aktuell als Fortbildungsreferent tätig.[3]
- International Team for Implantology (ITI) und dort seit 2009 „Fellow“[4]

## Tätigkeiten in wissenschaftlichen Fachzeitschriften
- Section Editor des International Journal of Prosthodontics (seit 2018)[5]
- Mitglied der Fachredaktion der Implantologie (seit 2024)
- Verantwortlicher Redakteur der Implantologie (seit 2025)[6]

## Publikationen
Wolfart ist Autor von mehr als 150 wissenschaftlichen Originalarbeiten, die in der Web of Science Core Collection gelistet sind, sowie über PubMed indexiert sind. Seine Veröffentlichungen decken ein breites Spektrum zahnmedizinischer Forschungsschwerpunkte ab, insbesondere zur Implantatprothetik, Vollkeramik und mund- gesundheitsbezogener Lebensqualität.
Zudem ist er Autor oder Mitautor folgender Werke:
- Kern, M., Wolfart, S., Heydecke, G., Wittkowski, S., Türp, J., Strub, J.R.: Curriculum Prothetik. Band I-III, Quintessence Publ., Berlin 2022. ISBN 978-3-86867-572-6
- Implantat Prosthodontics – A Patient Oriented Strategy. Berlin: Quintessence Publ., Berlin 2016. (Es wurde ins Englische, Russische, Chinesische, Französische, Portugiesische und Kroatische übersetzt und veröffentlicht), ISBN 978-1-85097-282-2.[8]
- Implantatprothetik – ein patientenorientiertes Konzept. 2. Auflage, Quintessence Publ., Berlin 2023, ISBN 978-3-86867-608-2.[9]
- Wolfart, S., Al Nawas, B.: ITI Treatment Guide Vol. 15: Managing fully edentulous patients, Quintessence Publ., Berlin 2025. ISBN: 978-1-78698-132-5.[10]

## Leitlinienarbeit
Wolfart ist Koordinator und Mitautor nationaler S3-Leitlinien der AWMF. Diese Leitlinien wurden in enger Zusammenarbeit mit den relevanten zahnärztlichen Fachgesellschaften entwickelt und dienen als evidenzbasierte Grundlage für die klinische Praxis. Unter seiner Federführung entstanden zwei zentrale Empfehlungen zur implantatprothetischen Versorgung:
- S3-Leitlinie: Implantatprothetische Versorgung des zahnlosen Oberkiefers (AWMF-Registernummer: 083–010; veröffentlicht 2020)
- S3-Leitlinie: Vollkeramische festsitzende implantatgetragene Restaurationen (AWMF-Registernummer: 083–053; veröffentlicht 2024)

## Vorträge und Fortbildungsveranstaltungen
Wolfart hat mehr als 300 wissenschaftliche und edukative Vorträge auf nationalen und internationalen Kongressen sowie Fortbildungsveranstaltungen gehalten. Darüber hinaus leitete er mehr als 170 ein- und zweitägige Fortbildungskurse für Zahnärztinnen und Zahnärzte im Rahmen verschiedener Masterstudiengänge, wie beispielsweise Zahnmedizinische Prothetik (Ernst-Moritz-Arndt-Universität Greifswald), Master of Science in Oraler Implantologie (Goethe-Universität Frankfurt) und Master of Science in Periodontology (RWTH Aachen), sowie weitere Fortbildungskurse im Rahmen postgraduierter Curricula der DGI und DGÄZ.
Außerdem wurde er mit der wissenschaftlichen Leitung mehrerer zahnmedizinischer Veranstaltungen beauftragt:
- 2014: 63. Jahrestagung der Deutschen Gesellschaft für Prothetische Zahnmedizin und Biomaterialien (DGPro), Aachen – Kongresspräsident und wissenschaftlicher Leiter[11]
- 2016: 30. Berliner Zahnärztetag, Berlin – Wissenschaftlicher Leiter[12]
- 2024: Thüringer Zahnärztetag, Weimar – Wissenschaftlicher Leiter[13]
- 2024: 38. Jahrestagung der Deutschen Gesellschaft für Implantologie (DGI), Dresden – Kongresspräsident und wissenschaftlicher Leiter (gemeinsam mit Schiegnitz)[14]

## Öffentlichkeitsarbeit

### Radiosendungen
- Schwerpunktthema: Zahnersatz Deutschlandfunk, Sprechstunde. 18. Mai 2010, 12:00
- Schwerpunktthema: Zahnersatz Deutschlandfunk, Sprechstunde. 11. Dezember 2012, 12:00
- Neue Techniken beim Zahnersatz: Renovierung oder Neubau? Deutschlandfunk, Sprechstunde. 1. August 2017, 12:00

### Podcasts
Wolfart ist Mitinitiator und Moderator der Videoreihe Die Zahnprof(i)s, die in zwei Staffeln mit insgesamt 28 Folgen zahnmedizinische Inhalte für die breite Öffentlichkeit vermittelt. Darüber hinaus war er zu Gast im Podcast Faszination Medizin dem Universitätsklinikum Aachen mit der Episode: Die Faszination der zahnärztlichen Prothetik. Aktuell ist er im „DGI Podcast – Fachwissen to go!“ mit dem Thema „Zahnloser Oberkiefer – Leitlinienwissen kompakt“ präsent.